# FAQ Bregenzerwald
De FAQ Bregenzerwald is een sociaal forum in de vorm van een festival dat in 2016 is opgericht. Het vindt plaats in de regio Bregenzerwald in de Oostenrijkse deelstaat Vorarlberg.
Op verschillende locaties in de regio worden conferenties, discussies, lezingen, concerten, begeleide wandelingen en culinaire proeven aangeboden gedurende vier tot zes dagen, afhankelijk van de editie. De centrale onderwerpen die door de makers van het festival zijn gedefinieerd zijn veelgestelde vragen, maatschappelijke vragen die al in het verleden zijn gesteld, vragen over de toekomst en actuele vragen.

## Onderwerpen
De Bregenzerwald FAQ is bedoeld om maatschappelijke vraagstukken met maatschappelijke relevantie onder de aandacht te brengen. Volgens Martin Fetz, mede-oprichter van het festival, zijn de onderwerpen van de FAQ en de gestelde vragen bewust "groot". De antwoorden worden via de evenementen gegeven door mensen uit het bedrijfsleven, design, vakmanschap, de media of zelfs filosofie. Deze interdisciplinariteit wil een diversiteit aan ideeën en reflecties bieden waaruit bezoekers hun eigen antwoorden kunnen genereren. De geografische ligging van Vorarlberg, op het kruispunt van vier staten, en de invloeden op deze regio zijn ook divers en moeten worden weerspiegeld in het festivalprogramma.
Het festival werkt samen met instellingen om bepaalde onderwerpen aan te pakken. In 2019 werd in samenwerking met het Vrouwenmuseum Hittisau het thema "Frau im Wald ("Vrouw in het bos") tentoongesteld met historische vrouwenfiguren. Bovendien werden de directeur van het museum, Stefania Pitscheider Soraperra, vragen gesteld over de rol van een vrouwenmuseum en vragen over de gelijkheid van vrouwen in het algemeen.